# 남부면
남부면(南部面)은 대한민국 경상남도 거제시의 면이다. 거제도 최남단에 위치한 행정 구역으로 한려해상국립공원 지역 및 청정해역지구로 지정되어 있는 천혜의 관광 자원을 보유하고 있다. 명승2호인 거제 해금강을 비롯하여 도장포 신선대, 바람의 언덕, 풍차, 홍포, 대소병대도, 여차·함목 몽돌해변 및 명사해수욕장, 망산, 가라산 등 빼어난 볼거리와 갯벌 체험장, 해상낚시, 바다목장 운영과 자연산 생선회, 돌미역, 멍게, 마른멸치 등 다양한 볼거리와 먹거리가 풍부한 지역이다. 탁 트인 바다가 보이는 해안선을 따라 조성된 탐방로 등 친환경적 관광시설 개발 및 도로변을 따라 사계절에 어울리는 야생들국화, 금계국, 백접초, 수국, 해국 등으로 예쁘게 단장하여 관광객을 끌고 있다.

## 연혁
757년 신라 경덕왕 16년 주군현 개편으로 거제군이라 칭하고, 속현으로 송변현이 율포에 있었는데 그 관할이었다. 1271년 고려 원종 12년 왜구의 침범으로 거창현에 속하는 가조현으로 현민 모두가 피난갔다가 151년 후인 1422년 조선 세종 4년 옛터로 돌아왔다. 1432년 세종 14년 면제 시행으로 동부면 관하에 속하였다. 1664년 현종 5년 거제현을 서부면으로 옮겨오고 읍내면이 되었으며 서부와 동부를 관할하였다. 1769년 영조 45년 방리 개편으로 고다대포, 저구말, 갈곶, 망포 등 4방(坊)이 있었다. 1889년 고종 26년 리제 실시로 탑포, 저구, 다대, 다포, 갈곶 등 5리로 개칭하였다. 1895년 고종 32년 동부면이 되고 갈곶, 다대, 다포, 저구, 근포, 탑포의 6리가 되었다. 1915년 6월 1일 탑포, 저구, 다포, 다대, 갈곶 등 5리가 되었다.
- 1959년 2월 22일 동부면 저구출장소 설치
- 1983년 2월 15일 거제군 남부면 승격
- 1997년 8월 2일 남부면 갈곶리 해안으로 간첩이 침투한 최정남·강연정 부부간첩 사건 발생
- 1995년 1월 1일 거제시 남부면 개편

## 행정 구역
- 다대리(多大里)
- 다포리(多浦里)
- 저구리(猪仇里)
- 탑포리(塔浦里)
- 갈곶리(乫串里)

## 교육
- 명사초등학교
  - 다대분교 (폐교) - 다대1길 6 (다대리)
  - 해금강분교 (폐교) - 다포리 39
- 동부초등학교 쌍근분교 (폐교) - 남부해안로 1094 (탑포리)

## 관광

### 레저
- 명사해수욕장
- 여차몽돌해수욕장
- 함목몽돌해수욕장
- 바람의 언덕
- 신선대
- 거제 해금강
- 대소병대도
- 망산, 가라산
- 해금강테마박물관
- 다대어촌체험관, 쌍근어촌체험관
- 매물도 여객선·유람선
- 송도 (거제시)

### 문화재
- 다대산성
- 가라산봉수대

## 어항 시설
- 다대다포항 - 다대리에 있는 국가어항이다.

## 사진

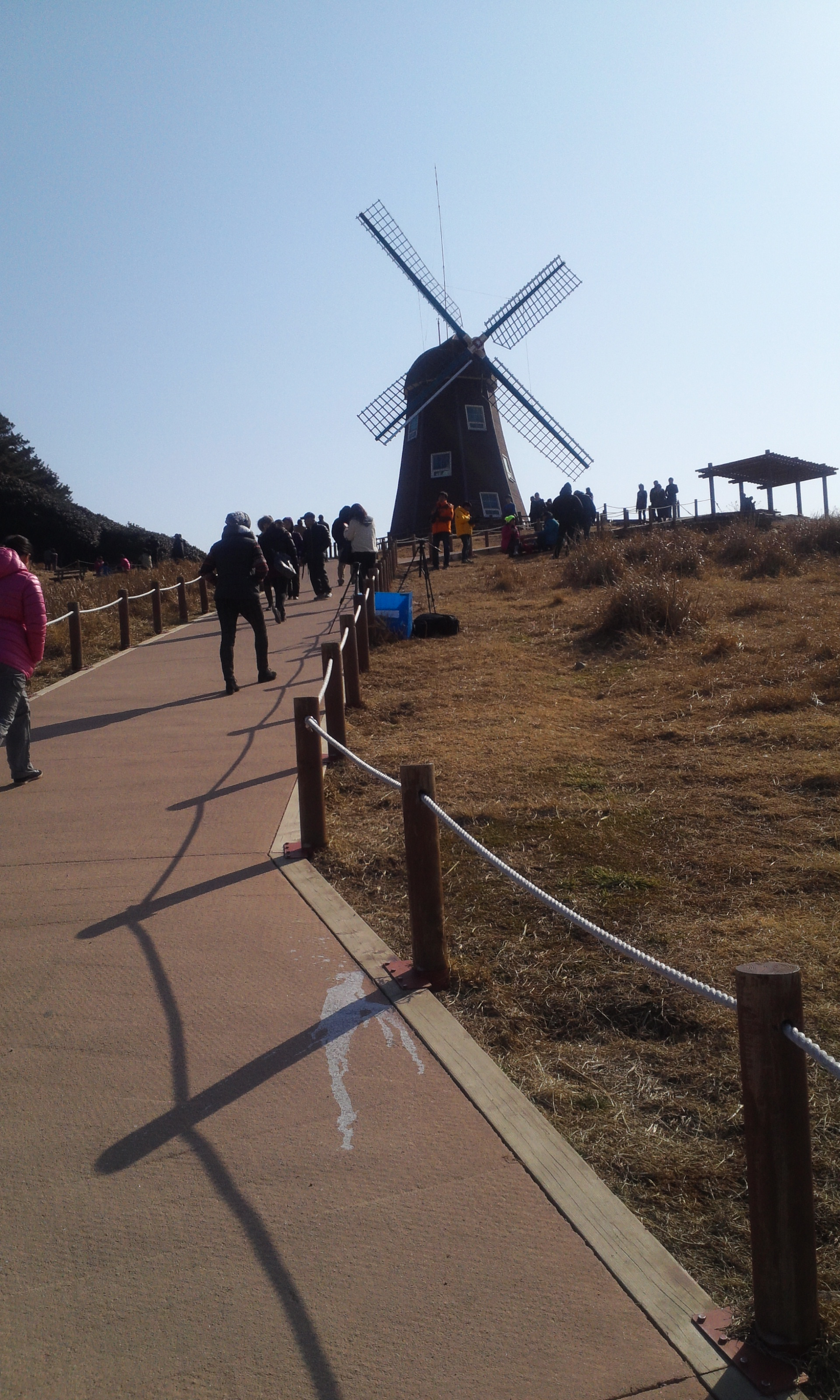
2013년 설날의 바람의 언덕 풍차
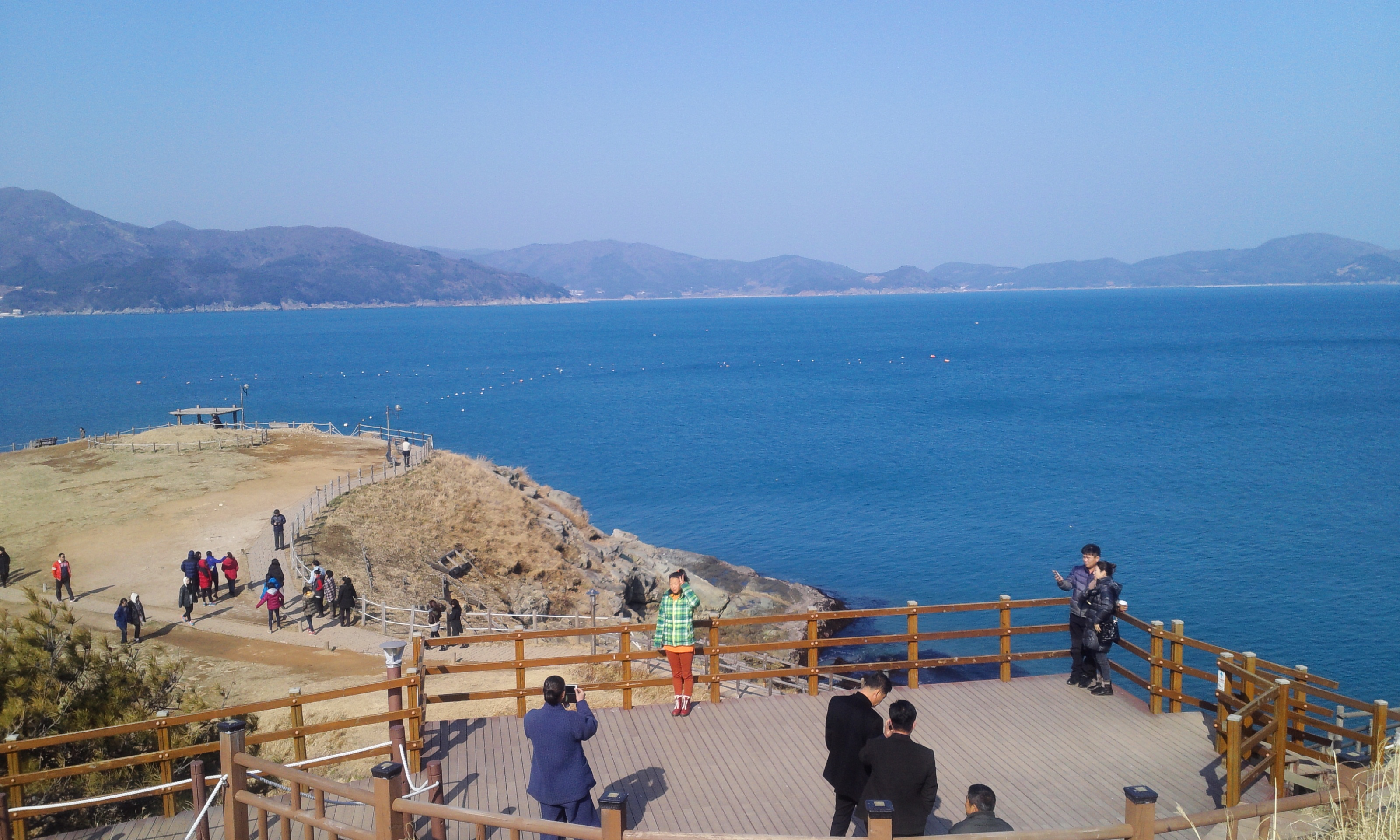
2013년 설날 바람의 언덕에서 바라본 남해
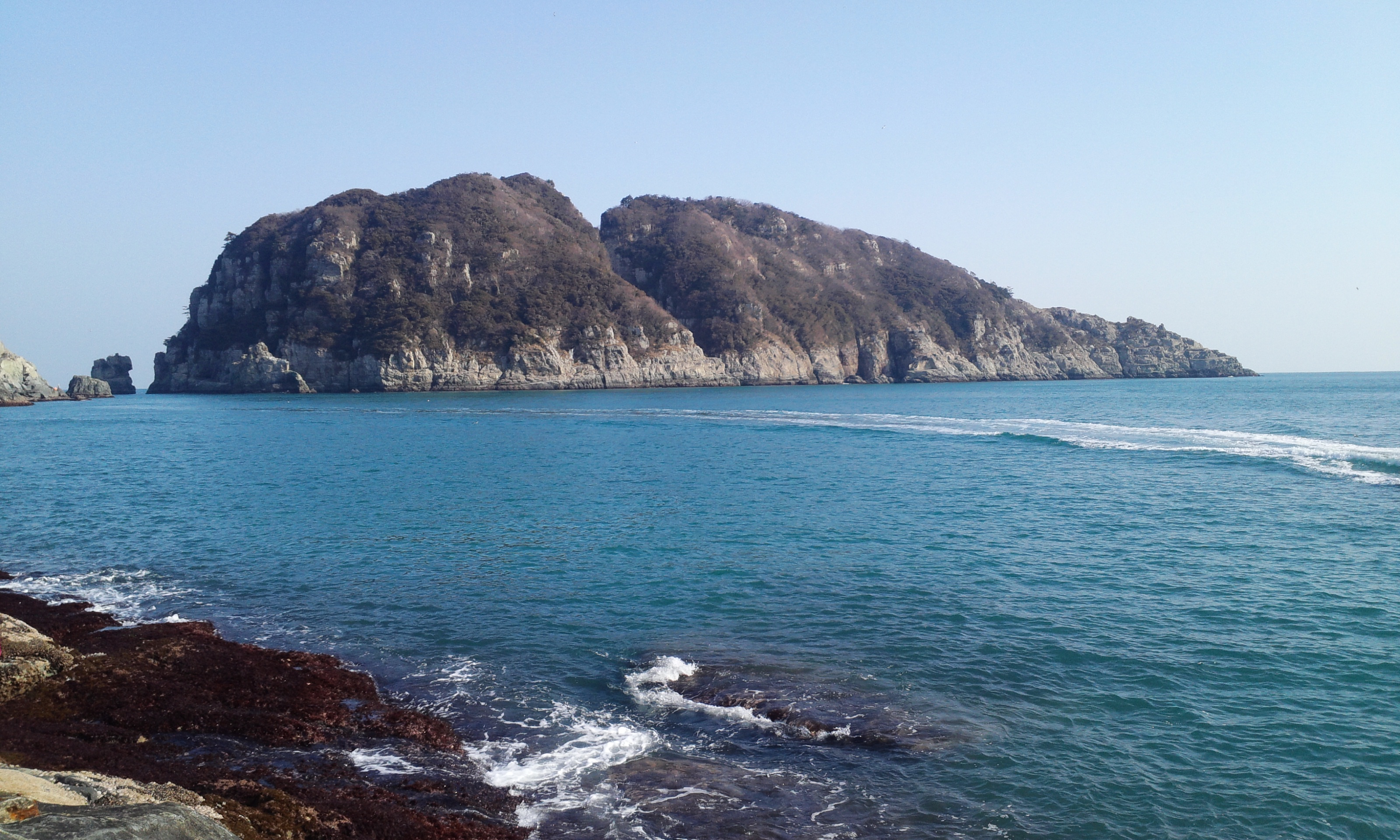
해금강유람선 선착장 부근에서 바라본 해금강
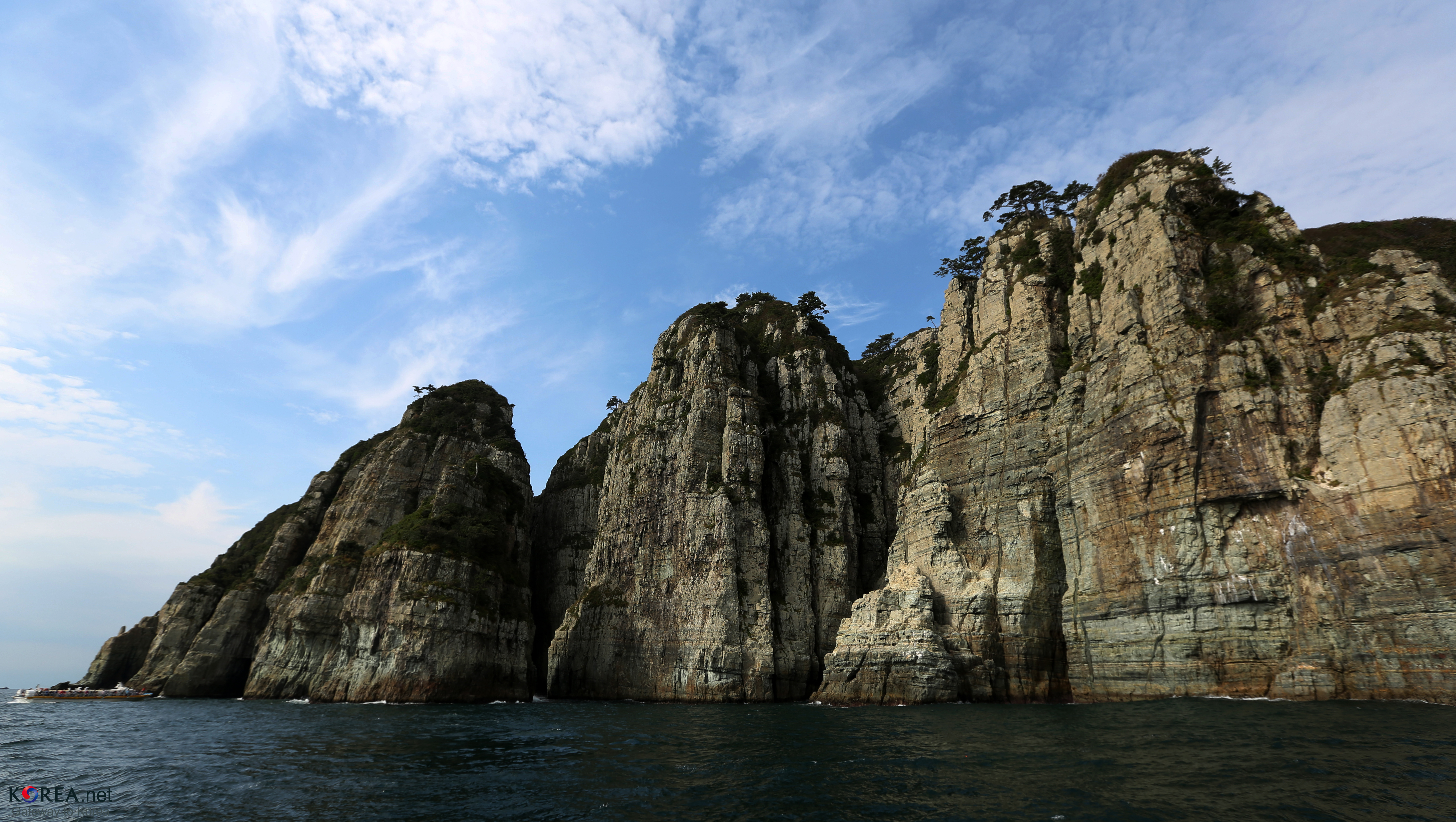
해금강